# Arkitekturmuseet
Arkitekturmuseet (pol. Muzeum Architektury) – państwowa galeria architektury znajdująca się w Sztokholmie przy Exercisplan 4. Posiada kolekcję dzieł architektonicznych (projektów, modeli i fotografii) ilustrujących rozwój tej dziedziny sztuki w Szwecji na przestrzeni tysiąca lat, a szczególnie ostatnich 150 lat. Arkitekturmuseet jest nie tylko muzeum, ale również centrum architektury, form architektonicznych i designu stawiającym sobie za cel podnoszenie poziomu wiedzy społeczeństwa na temat ich roli i znaczenia w życiu społecznym.
W zbiorach muzeum znajduje się 3 mln rysunków, 600 tys. fotografii, 35 tys. książek i 2 tys. modeli, co czyni je jednymi z największych tego typu zbiorów w skali światowej.
Arkitekturmuseet jest jedynym muzeum architektury w Szwecji.

## Historia i architektura
Arkitekturmuseet rozpoczęło działalność w 1965 w budynku Sjökarteverket (Urzędu ds. Map Morskich) na Skeppsholmen. Od 1998 ma swoją siedzibę w budynkach, które reprezentują zarówno współczesną i dawną architekturę. Pierwszy z nich to Excercishuset, stary pawilon ćwiczeń marynarki wojennej, w którym wcześniej mieściło się Moderna Museet. Natomiast drugi budynek jest dziełem współczesnym, zbudowanym w stylu skandynawskiego funkcjonalizmu według projektu hiszpańskiego architekta Rafaela Moneo.
Excercishuset został zbudowany w latach 1851–1853, jak pomieszczenie do ćwiczeń marynarzy floty wojennej. Projekt wykonał pułkownik floty Fredrik Blom. Marynarze ćwiczyli posługiwanie się białą bronią oraz ręczną bronią palną. Mieli również możliwość odbywania ćwiczeń z obsługi armat. W latach 1877–1881 budynek został przebudowany i rozbudowany według projektu Viktora Ringheima. Dobudowano wejście do niego w stylu klasycznym. Po 1910 miała miejsce dalsza rozbudowa. W 1955 do budynku wprowadziło się Nationalmuseum organizując w nim wystawy czasowe sztuki współczesnej. Budynek został przebudowany w latach 1956–1958 według projektu architekta Per-Olofa Olssona. 9 maja 1958 do jego wnętrz wprowadziło się Moderna Museet i użytkowało je do 1993.
W 1990 rozstrzygnięty został konkurs architektoniczny na nowe budynki dla Arkitekturmuseet i Moderna Museet. Warunkiem konkursu było m.in. zachowanie Exercishus, przyległych budynków magazynowych i topografii miejsca. Zwycięski okazał się projekt Telemachos, przedłożony przez hiszpańskiego architekta Rafaela Moneo. Dla Arkitekturmuseet projekt ten przewidywał zbudowanie nowego budynku i przebudowę Exercishuset.

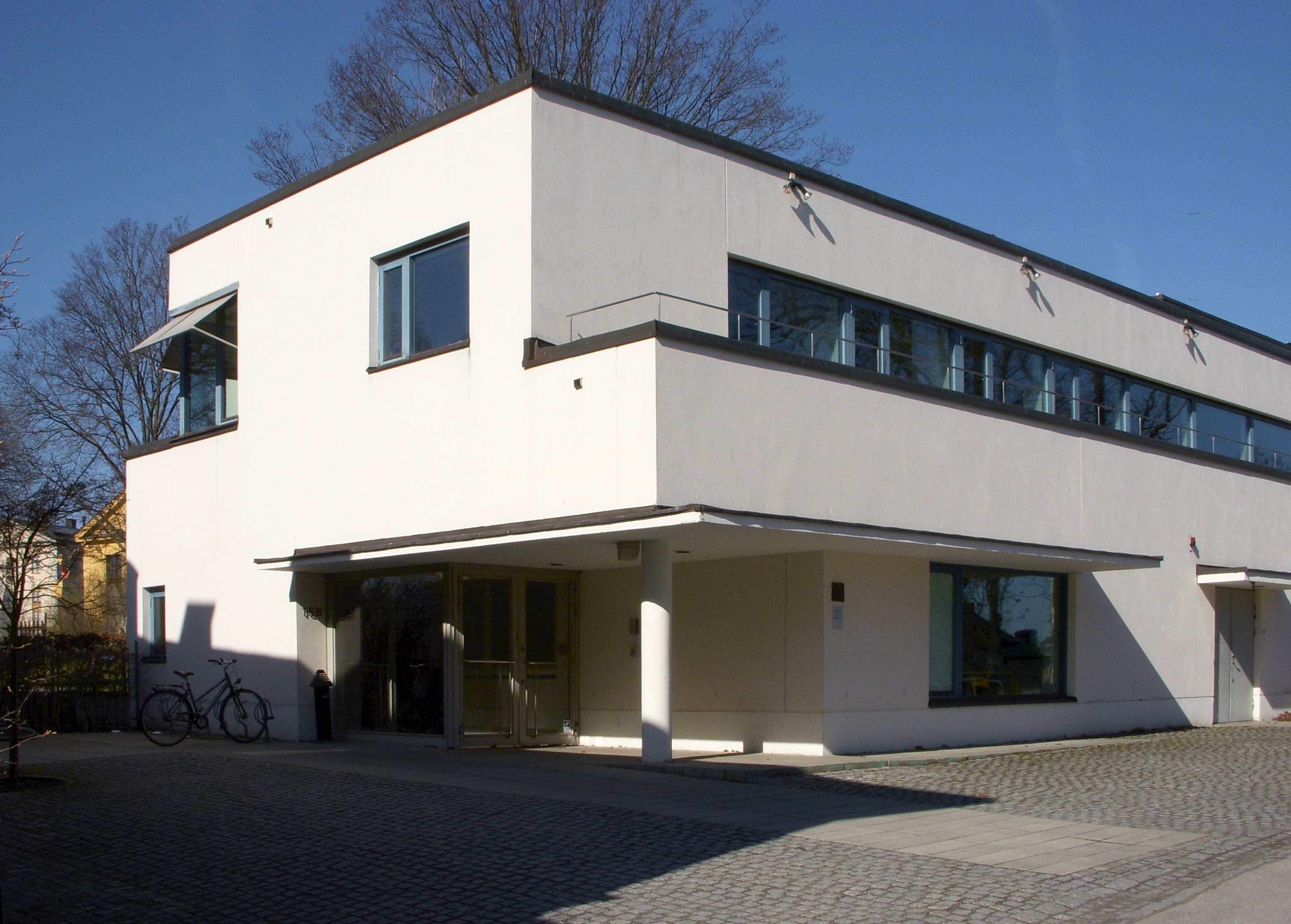
Nowy budynek administracji muzeum

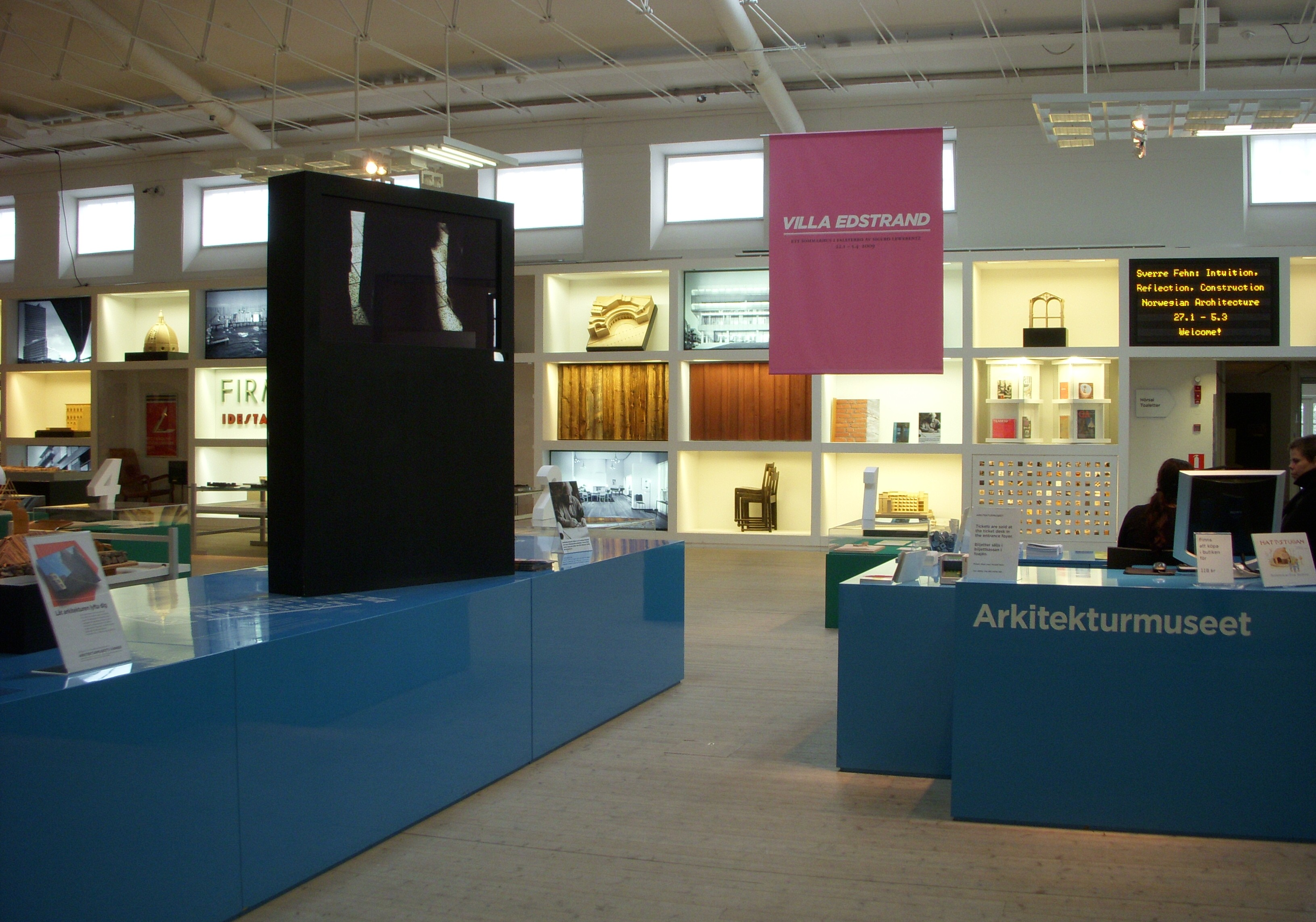
Hol wejściowy

Po przebudowie w latach 1995–1997 Exercishuset mieści sale wystawowe, natomiast w zbudowanym w jego sąsiedztwie w latach 1995–1998 nowym budynku znalazły się biura administracji, biblioteka i pracownie badawcze. Nowy budynek ma intensywnie niebieskie ramy okienne i miedziane detale odcinające się na tle białej fasady. We wnętrzach intensywne, mocne barwy kontrastują z chłodniejszymi odcieniami. Dzięki nowej siedzibie powierzchnia Arkitekturmuseet wzrosła pięciokrotnie.
Arkitekturmuseet zainaugurowało swą działalność w nowym miejscu 14 lutego 1998; w tym samym czasie oddano do użytku zbudowany obok nowy gmach Moderna Museet. Oba muzea mają wspólne główne wejście, księgarnię, salę wykładową na 350 miejsc i restaurację. Excercishuset zyskał w 1965 status pomnika narodowego (szw. statligt byggnadsminne).
Arkitekturmuseet ma do dyspozycji 5000 m² powierzchni podzielonej na cztery kondygnacje. Połowę tej powierzchni zajmują sale wystawowe, pracownie, biblioteka, pracownia badawcza i kawiarnia, a druga połowę – m.in. pomieszczenia archiwum, biura i warsztaty.
W 2002–2003 zarządca muzeum, Statens Fastighetsverk (Państwowy Zarząd Nieruchomości) w ramach projektu „Bättre inomhusmiljö” („Lepsze środowisko wewnętrzne”) przeprowadził renowację wnętrza muzeum. W związku z przebudową architekt wnętrz Åsa Conradsson zaprojektowała na nowo niektóre pomieszczenia w muzeum nadając im powściągliwą czarno-białą kolorystykę. Nowy design i własną kolorystykę otrzymały również meble biurowe.

## Zbiory
W zbiorach muzealnych znajdują się prace ok. 500 architektów (rysunki, modele, fotografie), uporządkowane merytorycznie, tzn. ukazujące cały proces twórczy począwszy od szkiców wstępnych do rysunków prezentacyjnych, włączając umowy, notatki, szkice modeli, diapozytywy i negatywy na szkle. Zbiory te stanowią źródło informacji zarówno dla naukowców, jak i zwiedzających ekspozycje, poszukujących wiedzy na temat architektury i urządzania wnętrz, budownictwa i architektury krajobrazu w Szwecji. W bibliotece dostępne są książki architektów. Na uwagę zasługują zbiory prac takich architektów jak: Ralph Erskine, Sven-Erik Fryklund (ponad 100 szkiców, modeli i fotografii) i Ove Hidemark (ok. 200 projektów).